# Municipio de Dover (condado de Hot Spring)
El municipio de Dover (en inglés: Dover Township) es un municipio ubicado en el condado de Hot Spring en el estado estadounidense de Arkansas. En el año 2010 tenía una población de 616 habitantes y una densidad poblacional de 11,94 personas por km².

## Geografía
El municipio de Dover se encuentra ubicado en las coordenadas 34°16′50″N 92°46′38″O / 34.28056, -92.77722. Según la Oficina del Censo de los Estados Unidos, el municipio tiene una superficie total de 51.58 km², de la cual 51,57 km² corresponden a tierra firme y (0,03 %) 0,01 km² es agua.

## Demografía
Según el censo de 2010, había 616 personas residiendo en el municipio de Dover. La densidad de población era de 11,94 hab./km². De los 616 habitantes, el municipio de Dover estaba compuesto por el 98,7 % blancos, el 1,3 % eran afroamericanos. Del total de la población el 0,81 % eran hispanos o latinos de cualquier raza.